# Solenostoma polare
Solenostoma polare là một loài rêu tản trong họ Jungermanniaceae. Loài này được (Lindb.) R.M. Schust. miêu tả khoa học lần đầu tiên năm 1959.